# Petr ze Šlejnic
Petr ze Šlejnic (německy Peter von Schleinitz, † 26. srpna 1463, pravděpodobně v Zeitzi) byl německý šlechtic z rodu Šlejniců. Působil jako římskokatolický duchovní, v letech 1434 až 1463 vykonával úřad biskupa v Naumburgu.

## Život
Petr pocházel ze saského rodu pánů ze Šlejnic, z něhož pocházelo několik další biskupů v naumburské a míšeňské diecézi. Někteří autoři historických spisů jej nesprávně přiřadilo k rodině Haugviců.
Petr studoval v Lipsku a Bologni. Po smrti svého strýce Jana II. ze Šlejnic se stal jeho nástupcem v úřadu naumburského biskupa. V té době ubylo střetů s husity, Petr se však angažoval v saské občanské válce, která vypukla mezi bratry Vilémem III. a Bedřichem II. z rodu Wettinů. Petr se snažil zprostředkovat smír mezi oběma bratry.
Biskup Petr ze Šlejnic zemřel 26. srpna 1463 patrně v Zeitzi a byl pohřben v tamním kolegiátním kostele, kde se dochoval se jeho bronzový epitaf.